# Zeitlarn
Zeitlarn ist eine Gemeinde im Oberpfälzer Landkreis Regensburg in Bayern.
Die Gemeinde hat vor allem als Wohngemeinde im Norden von Regensburg Bedeutung.

## Geografie

### Geografische Lage
Die Gemeinde Zeitlarn liegt etwa zehn Kilometer nördlich von Regensburg. Der Fluss Regen durchzieht das gesamte Gemeindegebiet, wodurch es immer wieder zu Überschwemmungen der besiedelten Gebiete fast aller Gemeindeteile kommt.

### Nachbargemeinden
- Regensburg (Süden)
- Regenstauf (Norden)
- Lappersdorf (Westen)
- Wenzenbach (Osten)

### Gemeindegliederung
Es gibt zehn Gemeindeteile (in Klammern ist der Siedlungstyp angegeben):
- Laub (Kirchdorf)
- Mühlhof (Weiler)
- Neuhof (Weiler)
- Ödenthal (Dorf)
- Pentlhof (Einöde)
- Regendorf (Kirchdorf)
- Riesen (Dorf)
- Sandheim (Einöde)
- Zeitlarn (Pfarrdorf)
- Zeitlberg (Einöde)

## Geschichte
Dem Namen liegt althochdeutsch cidalarun ‚beim Bienenzüchter‘ zugrunde.
In Zeitlarn bestand auch ein Eisenhammer. Aus einem Bericht des Johann German Barbing an den Kurfürst Ferdinand Maria vom 16. Januar 1666 heißt es: „Zeitlarn hat früher einen Eisenhammer gehabt, dessen Eigentümer Paulus Meisinger, gewesener Bürger und Ratsmitglied zu Regensburg war, später verkaufte er ihn an den Hammerschmied Joseph Dürgg. Es ist dieser Hammer nun mehr als 26 Jahre öd und über den Haufen gefallen, also keine Hoffnung, daß jemand denselben einmal wieder aufrichten und gangbar machen werde, weil der Wasserlauf und anderes Gebäude äußerst übel ruiniert ist. Man hat früher auf diesem Hammer nur von altem Eisen geschmiedet und gearbeitet.“ Das Werk wurde vom Wasser des Wenzenbachs gespeist. Später entstand hier eine Hammermühle.
1924 trat Pentlhof von der Gemeinde Grünthal zur Gemeinde Zeitlarn über.
Durch die Gebietsreform in Bayern wurden am 1. Mai 1978 die 1818 gegründeten Gemeinden Regendorf und Zeitlarn zur Gemeinde Zeitlarn zusammengeschlossen. Die ehemalige Gemeinde Regendorf liegt als einzige westlich des Regens und ist nur durch eine Brücke mit den anderen Gemeindeteilen verbunden. Dies ist einer der Gründe, warum in der Gemeinde immer noch zwischen „Zeitlarnern“ und „Regendorfern“ unterschieden wird.
Als Stadtrandgemeinde wuchs Zeitlarn stark.

## Einwohnerentwicklung
Zwischen 1988 und 2018 wuchs die Gemeinde von 4589 auf 5890 um 1301 Einwohner bzw. um 28,4 %.

## Politik

### Gemeinderat
Der Gemeinderat besteht aus 20 Mitgliedern. Bei der Kommunalwahl vom 15. März 2020 haben von den 4.796 stimmberechtigten Einwohnern in der Gemeinde Zeitlarn 3.226 von ihrem Wahlrecht Gebrauch gemacht, womit die Wahlbeteiligung bei 67,26 % lag.
| Partei / Liste                       | Wahl 2020 | Wahl 2014 |
| ------------------------------------ | --------- | --------- |
| CSU                                  | 5         | 7         |
| SPD                                  | 6         | 8         |
| Freie Wähler Zeitlarn/Regendorf/Laub | 7         | –         |
| Parteilose Wählergemeinschaft        | 2         | 3         |
| Aktive BürgerGruppe                  | –         | 2         |

### Bürgermeister
Am 29. März 2020 wählten die Bürger der Gemeinde Zeitlarn Andrea Dobsch (Freie Wähler) in der Stichwahl zur Bürgermeisterin. Ihr Vorgänger war Franz Kröninger (SPD).

### Wappen

Das Wappen der Gemeinde Zeitlarn setzt sich aus drei Symbolen zusammen, links oben der Bienenkorb als Symbol der Imker, rechts daneben Hammer und Hufeisen für den Hufschmied und in der unteren Hälfte ein goldener Fisch für die Lage am fischreichen Fluss Regen. Diese beiden Berufsgruppen waren maßgeblich an Wachstum der Gemeinde beteiligt und bildeten in der vorindustriellen Zeit die Wirtschaftsgrundlage vieler Zeitlarner. So boten die damals noch seichten Gewässer des Regens eine reiche Ausbeute an Fischen. Außerdem lag die Gemeinde auf einer Handelsroute in die Stadt Regensburg. Hufschmiede waren dadurch begünstigt, dass sie die häufig vorbeikommenden Pferde beschlugen oder Kutschen reparieren konnten. Zudem war die Imkerei seit jeher ein beliebter Nebenverdienst in Zeitlarn. Seit 1991 wird das Wappen dann offiziell als Gemeindewappen verwendet.

### Gemeindepartnerschaften
Franzensfeste in Südtirol

## Kultur und Sehenswürdigkeiten

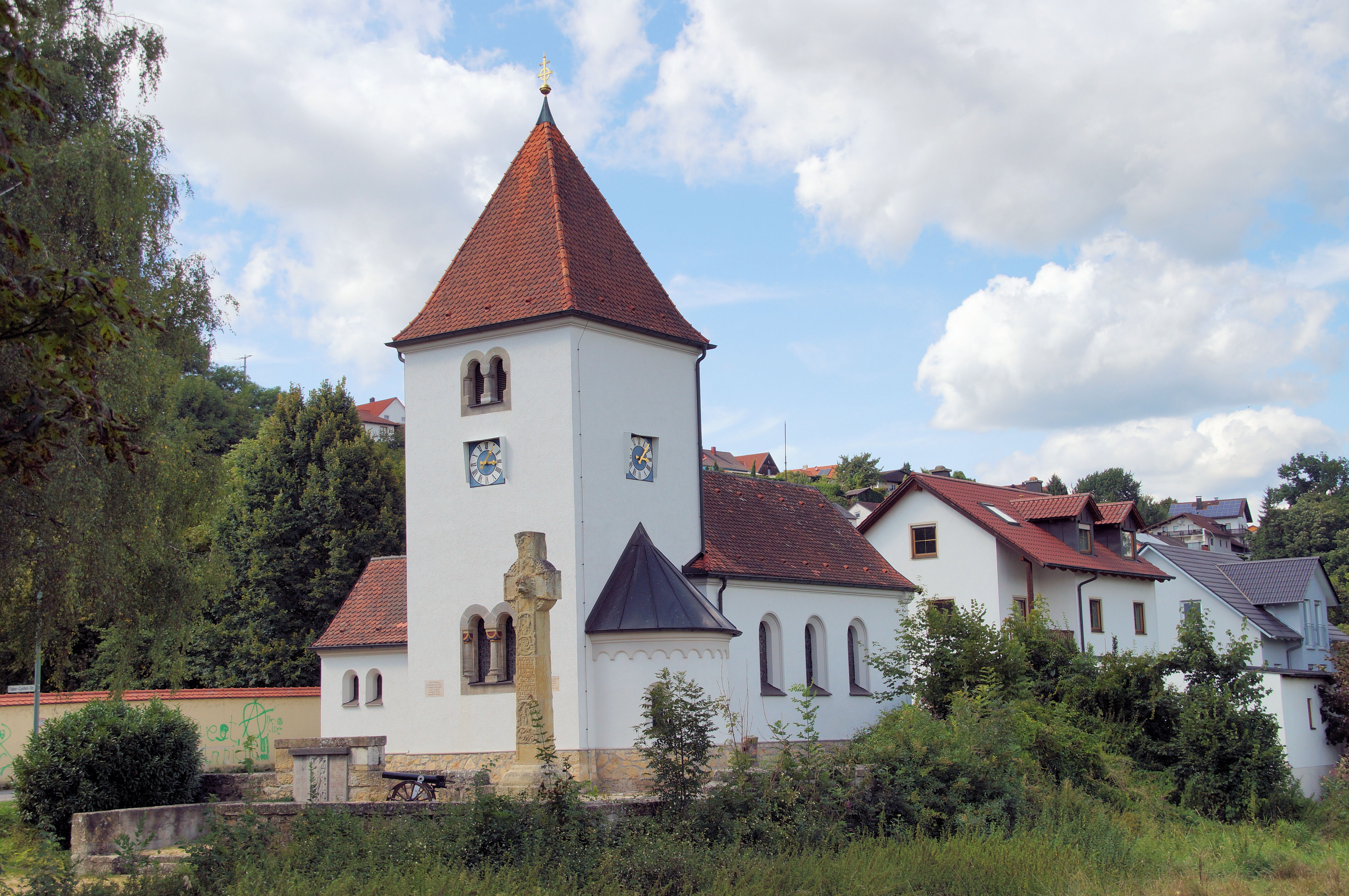
Kirche Hl. Dreifaltigkeit Regendorf

### Bauwerke

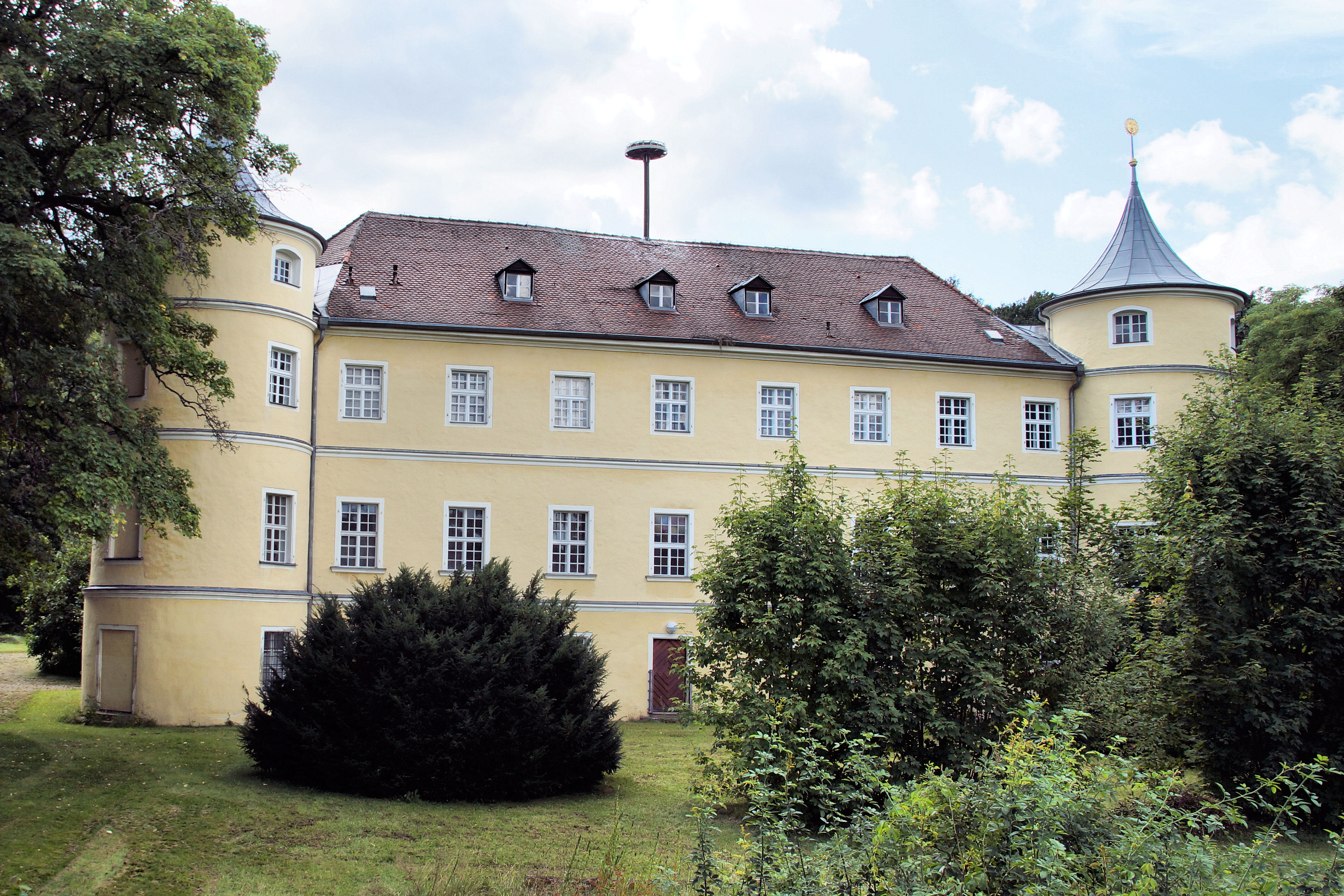
Schloss Regendorf

- Schloss Regendorf: Anlage mit zwei viergeschossigen Rundtürmen, um 1840 komplett umgebaut und aufgestockt. An der Südwestecke befindet sich ein Judenstein mit hebräischer Inschrift. Vermutlich stammt der Grabstein aus dem Regensburger Judenghetto und wurde nach der Vertreibung der Juden 1519 aus dem zerstörten Judenfriedhof vom damaligen Besitzer des Schlosses, Martin Lerch, als Baustein mit eingemauert. Die Schlosskapelle stammt aus dem Jahr 1688. Bis zum Bau der Regendorfer Kirche 1907 wurde sie auch als Dorfkirche genutzt. Der heutige Eigentümer, die Stadt Regensburg, bietet das Schloss mittlerweile zum Verkauf an.

### Regelmäßige Veranstaltungen
- Kirda des Burschenvereins Regendorf
- Sommernachtsfest des Burschenvereins Zeitlarn
- TrachtenNacht des Burschenvereins Zeitlarn und Regendorf
- Schwarz-Weiß Ball der Freiwilligen Feuerwehr Zeitlarn und des Burschenvereins Zeitlarn
- Weinfest der Freiwilligen Feuerwehr Zeitlarn
- Kirdabär-Treiben mit Party des Burschenvereins Zeitlarn
- Gründungsfeste der Burschenvereine Zeitlarn und Regendorf im 10-Jahres-Rhythmus
- Maibaumaufstellen des Burschenvereins Zeitlarn
- Fischerfest
- „Ball der Vereine“ der Ortsvereine Laub
- „Tag der offenen Tür“, FF Laub (im zweijährlichen Rhythmus)
- „Tanz in den Mai“, Stammtische der Ortschaft Laub und FC Laub
- Herbstfest der FF Regendorf
- Prangertag der FF Regendorf

## Wirtschaft und Infrastruktur

### Ansässige Unternehmen
In Zeitlarn finden sich kleinere sowie mittelständische Unternehmen, die die lokale Nachfrage nach den entsprechenden Dienstleistungen befriedigen. Die Sparkasse sowie die Raiffeisenbank haben Filialen in Zeitlarn. Die Supermarktkette Netto unterhält ebenfalls eine Filiale. Zeitlarn ist des Weiteren Firmensitz des über die Landesgrenzen hinaus bekannten Trachtenausstatters Trachten24 GmbH, der die Traditionsmarke Almbock vertreibt.

### Verkehr
- Die Bundesstraße 15 durchläuft das östliche Gemeindegebiet in Nord-Süd-Richtung, u. a. wird der Gemeindeteil Zeitlarn komplett durchschnitten.
- Die A 93 schneidet den östlichen Teil des Gemeindegebiets im Ortsteil Riesen. Die Gemeinde Zeitlarn selber besitzt zwar keinen Autobahnanschluss, aber alle Gemeindeteile sind über aus nördlicher Richtung über die AS Regenstauf bzw. aus südlicher Richtung über die AS Regensburg Nord gut zu erreichen.
- Die Bahnstrecke Regensburg–Weiden durchläuft das Gemeindegebiet, die nächsten Bahnhöfe befinden sich in Regensburg (Hbf) bzw. Regenstauf.

### Medien
In der Gemeinde erscheint die Mittelbayerische Zeitung sowie das Regensburger Wochenblatt, eine Ausgabe der Wochenblatt Verlagsgruppe.
Im Gemeindegebiet können neben den überregionalen Programmen auch die Radiosender Radio Charivari, Radio Gong FM und der regionale Fernsehsender TVA empfangen werden.

### Öffentliche Einrichtungen
- Wertstoffhof
- Gemeindezentrum mit Mehrzweckhalle
- Gemeindebücherei

### Feuerwehren
Die Gemeinde unterhält drei Freiwillige Feuerwehren (FF) in den Ortsteilen Regendorf, Laub und Zeitlarn.
- FF Regendorf (LF 20 KatS, TLF 3000, MZF, Boot)
- FF Laub (LF 8/6, TSF, Klein-LKW, Boot, MZA, SEA 40)
- FF Zeitlarn (HLF 20, MZF, Gerätewagen, Boot)

### Bildung
- Grundschule Zeitlarn

## Söhne und Töchter der Stadt
- Franz Albert Leopold von Oberndorff (1720–1799), kurpfälzischer bzw. pfalz-bayerischer Minister und Statthalter der Kurpfalz